# Ян Кралік
|пк-поновлення = 25 листопада 2016
}}
Ян Кра́лік (чеськ. Jan Králík, 7 березня 1987, Усті-над-Лабем, ЧССР) — чеський футболіст, нападник чеського клубу «Брна».

## Клубна кар'єра
Народився в сім'ї професійного футболіста. Футболом почав займатися з чотирьох років. У 12-річному віці переїхав в Тепліце, де продовжив навчання у футбольній школі однойменного футбольного клубу. У сімнадцять років протягом трьох місяців займався в школі міланського «Інтернаціонале». Після того, як оселився в Празі, став захищати кольори команди «Вікторія» (Жижков). Більше трьох років провів у «Словані», але на полі з'являвся рідко через травми і конкуренції у складі.
9 вересня 2011 року підписав дворічний контракт з українським клубом «Олександрія» з умовою, що у випадку вильоту клубу в першу лігу, отримає статус вільного агента. За результатами сезону команда таки покинула Прем'єр-лігу, але Кралік залишився в Олександрії ще на півсезону. 
З 2013 року продовжив кар'єру в чеських командах «Вікторія» (Жижков) і «Усті-над-Лабем».
2016 року став гравцем німецької «Баварія» (Гоф) з Регіоналліги.

## Досягнення
- Чемпіон Словаччини (2): 2009, 2011
- Володар кубка Словаччини (2): 2010, 2011
- Володар Суперкубка Словаччини (1): 2009